# Edmund Lawrence
Edmund Lawrence (n. Isla de San Cristóbal, 14 de febrero de 1935) es un político y economista sancristobaleño. Desde 2013 hasta 2015 fue el gobernador general de San Cristóbal y Nieves.
Está casado con Hulda Lawrence y tiene seis hijos.

## Biografía
Nacido en la Isla de San Cristóbal en el año 1935, donde se crio y cursó sus estudios primarios y secundarios, posteriormente se trasladó hacia el Reino Unido donde se licenció en economía en el año 1970.
En cuanto finalizó sus estudios universitarios, regresó a su país natal donde comenzó a trabajar como economista y tras el paso del tiempo fue uno de los fundadores del St. Kitts-Nevis-Anguilla National Bank Ltd (SKNANB), donde estuvo trabajando durante unos cuarenta años y llegó a ser el director del banco nacional, también durante todos estos años trabajó como consultor independiente en establecimientos bancarios de las Islas de Sotavento, las Islas de Barlovento, el Banco de Desarrollo del Caribe y para los gobiernos de su país natal San Cristóbal y Nieves, de la Isla de Montserrat y de Antigua y Barbuda, la cual se convirtió en un importante y reconocido economista.
El 25 de diciembre de 2012 el gobernador Cuthbert Sebastian anunció públicamente su retirada de la política debido a su edad de 91 años y tantos años en el poder, poniendo a Lawrence como su sucesor al cargo del gobierno de su país, siendo investido como nuevo gobernador general de San Cristóbal y Nieves el 2 de enero de 2013, teniendo en su gobierno como primer ministro al político Denzil Douglas.

## Reconocimientos
La Reina Isabel II del Reino Unido, en el año 2010 le otorgó el título de caballero comendador de la Orden de San Miguel y San Jorge y en el 2012 fue nombrado comendador de la Orden del Imperio Británico, en reconocimiento de sus grandes trabajos en los sectores bancarios, financieros y políticos.